# 安東·楊沙

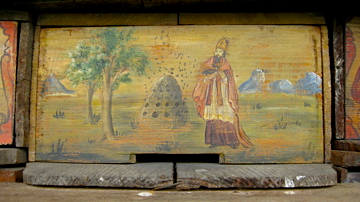
於養蜂箱板的畫作

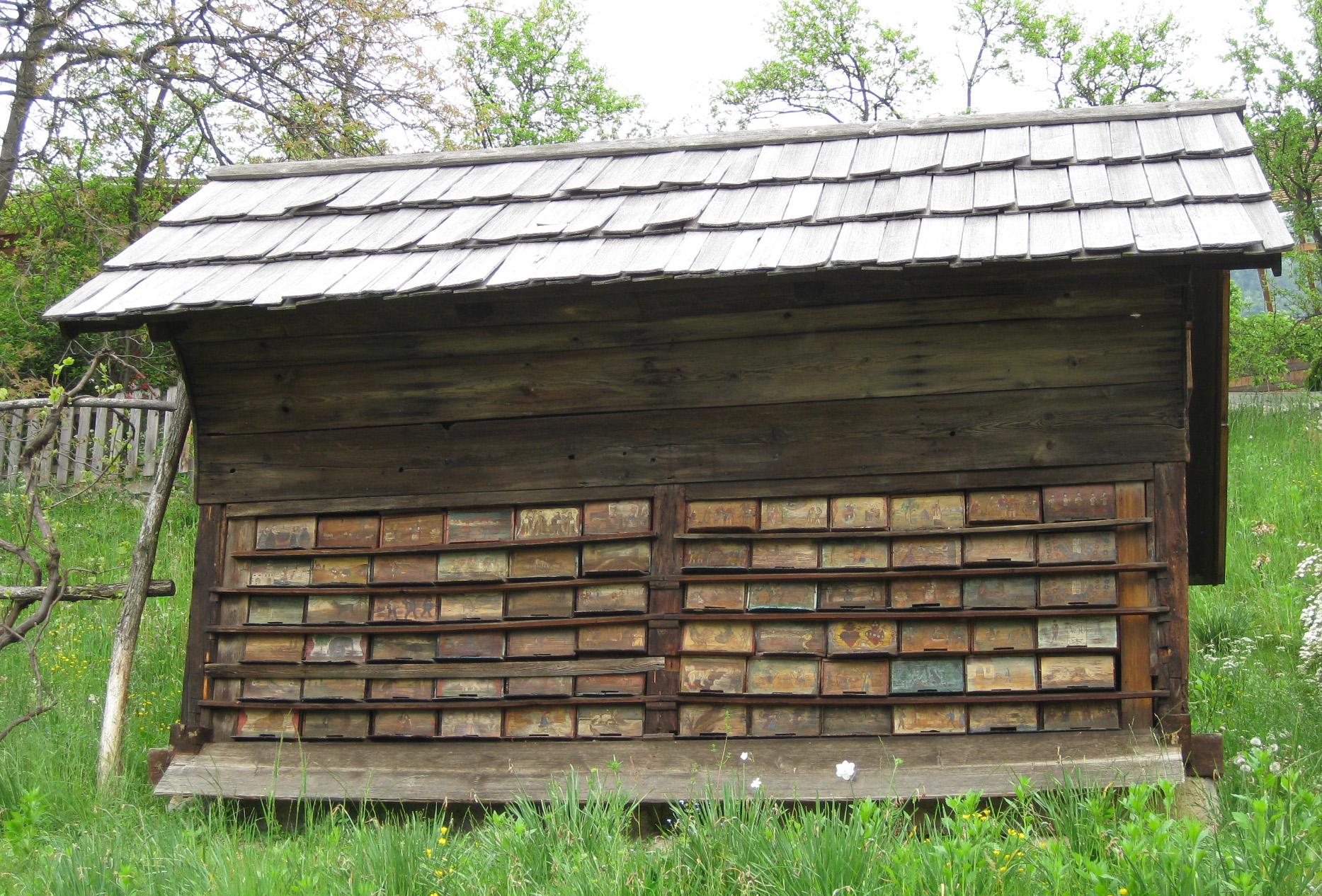
於布雷兹尼察重建當時的養蜂場

安東·楊沙（约1734年5月20日—1773年9月13日），是一位克拉尼斯卡養蜂學家與畫家。

## 生平
1734年出生於今日斯洛維尼亞克拉尼斯卡地區的布雷兹尼察。教會紀錄上5月20日受洗，但確切出生日期不詳。
1769年，奧皇玛丽亚·特蕾西娅下令開設養蜂學校，下奧地利邦工商協會推薦楊沙作為合適人選。新成立的學校位在維也納奧花園，取名為特雷西亞養蜂培訓所。除了養蜂的培訓教學，楊沙也對蜜蜂進行研究
楊沙當時能夠證明，蜂后可與空中的多隻雄蜂完成授精，在他的著作中，他說明蜂后的養殖方法，以及雄蜂繁殖群落的照顧建議，並親自操作。

## 著作
- 1771年：《論養蜂》（德語：Abhandlung vom Schwärmen der Bienen）
- 1775年：《養蜂全指南》（德語：Vollständige Lehre von der Bienenzucht）

## 世界蜜蜂日
2017年，斯洛維尼亞官方提議，聯合國採納，將其出生日每年5月20日訂為世界蜜蜂日。